# Krasni (Shkurinskaya)
Krasni (del ruso: Красный) es un jútor del raión de Kushchóvskaya del krai de Krasnodar, en Rusia. Está situado en la orilla derecha del río Yeya, frente a Shkurinskaya, 17 km al noroeste de Kushchóvskaya y 174 km al norte de Krasnodar, la capital del krai. Tenía 77 habitantes en 2010
Pertenece al municipio Shkurinskoye.